# Sertularia

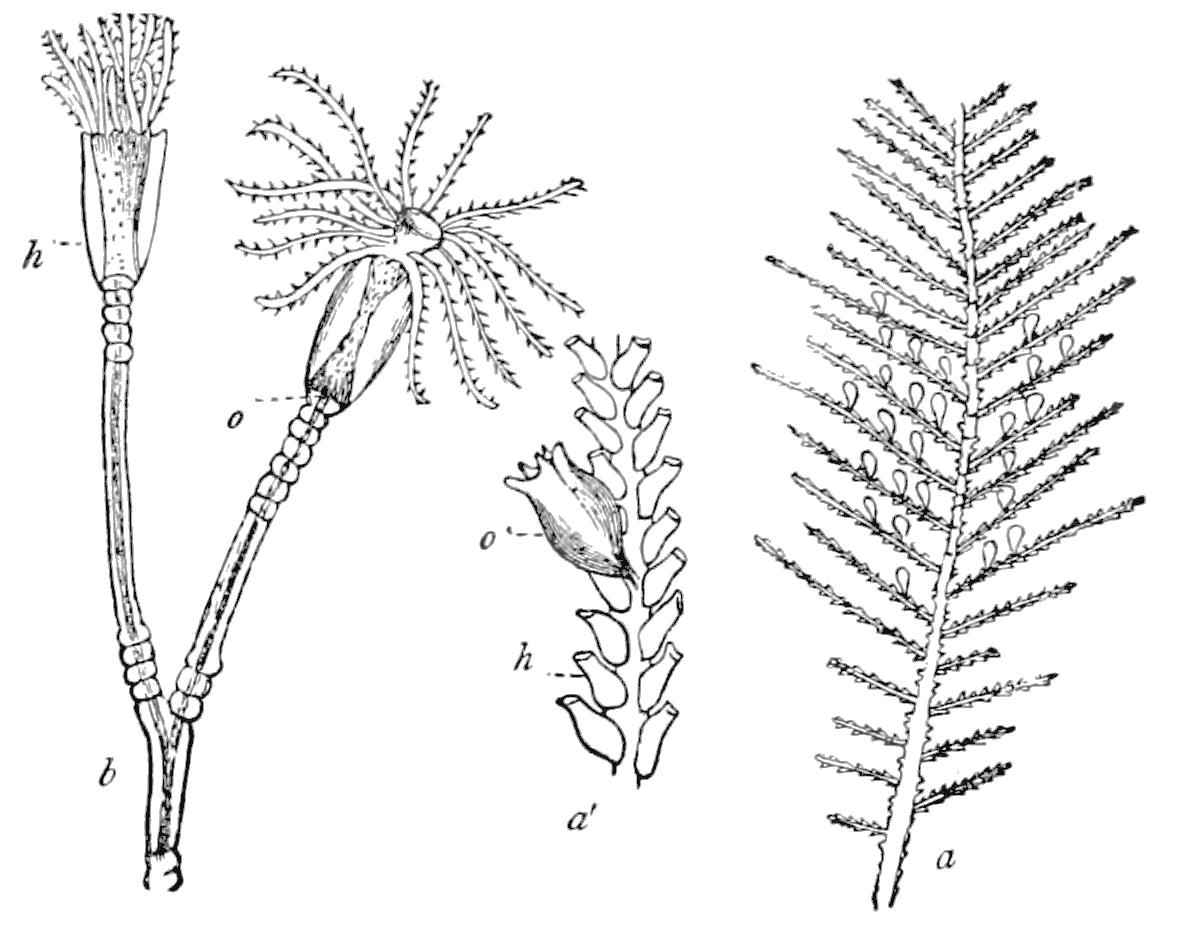
Rozkrzelipka z gatunku Sertularia pinnata

Sertularia, w języku polskim również rozkrzelipka – rodzaj dużych morskich jamochłonów kolonijnych z gromady stułbiopławów. Należy do tych przedstawicieli tej gromady, którzy tworzą porastający przedmioty podwodne kożuch, zwany mchem morskim. Rozkrzelipki występują wyłącznie w postaci polipów. Polipy zaopatrzone w kielichowate osłony i umieszczone po dwóch stronach łodygi kolonii. Kolonie silnie porozgałęziane, przypominające wodorosty, osiągają wysokość do 70 cm. Sertularie żyją na dnie poniżej strefy pływów. Zasiedlają również morza Europy, w tym Bałtyk. Ich kolonie używane są po wysuszeniu i zabarwieniu do ozdabiania wnętrz.

## Gatunki
W skład rodzaju rozkrzelipka wchodzi 60 gatunków pewnych i 1 określony jako species inquirenda:
- Sertularia albimaris
- Sertularia argentea
- Sertularia australis
- Sertularia borneensis
- Sertularia brashnikowi
- Sertularia brunnea
- Sertularia camtschatika
- Sertularia ceylonensis
- Sertularia conferta
- Sertularia converrucosa
- Sertularia cupressina
- Sertularia cupressoides
- Sertularia distans
- Sertularia dohrni
- Sertularia ephemera
- Sertularia fabricii
- Sertularia fissa
- Sertularia flexilis
- Sertularia flowersi
- Sertularia gracilis
- Sertularia gracillima
- Sertularia hattorii
- Sertularia heteroclada
- Sertularia humilis
- Sertularia intermedia
- Sertularia latiuscula
- Sertularia linkoi
- Sertularia littoralis
- Sertularia loculosa
- Sertularia maccallumi
- Sertularia macrocarpa
- Sertularia malayensis
- Sertularia marginata
- Sertularia mediterranea
- Sertularia mertoni
- Sertularia mirabilis
- Sertularia nasonovi
- Sertularia notabilis
- Sertularia nuttingi
- Sertularia orthogonalis
- Sertularia perpusilla
- Sertularia plumosa
- Sertularia robusta
- Sertularia rugosissima
- Sertularia schmidti
- Sertularia similis
- Sertularia simplex
- Sertularia stabilis
- Sertularia staurotheca
- Sertularia suensoni
- Sertularia tatarica
- Sertularia tenera
- Sertularia tenuis
- Sertularia tolli
- Sertularia tongensis
- Sertularia trigonostoma
- Sertularia tumida
- Sertularia turbinata
- Sertularia unguiculata
- Sertularia vervoorti
- Sertularia carolinensis - species inquirenda[1]